# Listă de râuri din Austria

Bazinele hidrografice din Austria:
Rin
Dunărea
Elba

Aceasta este o listă de râuri din Austria

## Listă alfabetică

### A–E
- Ager
- Aist
- Aldranser Bach
- Alfenz
- Alm
- Almbach
- Alpine Rhine
- Alvier
- Antiesen
- Arbesbach
- Archbach
- Aschach
- Aurach
- Berchtesgadener Ache
- Bolgenach
- Brandenberger Ache
- Bregenzer Ach
- Breitach
- Brixentaler Ache
- Brunnbach
- Dornbirner Ach
- Drava
- Dunărea
- Dürre Ager
- Enns
- Erlauf
- Erzbach

### F–K
- Fallbach (Inn, Innsbruck)
- Fallbach (Inn, Baumkirchen)
- Fischa
- Fischach
- Fischbach (Linder)
- Fischbach (Weiße Traun)
- Fornacher Redlbach
- Fotscherbach
- Frutz
- Fuscher Ache
- Gaflunerbach
- Gail
- Gailbach
- Gailitz
- Galina
- Gampbach
- Geroldsbach
- Gießenbach
- Gießgraben
- Glan
- Glanfurt
- Gleirschbach
- Gölsen
- Großache
- Gschnitzbach
- Gurglbach
- Gurk
- Gusen
- Hartbach
- Höttinger Bach
- Ill
- Inn
- Innbach
- Isar
- Kainach
- Kaiserbach
- Kamp
- Kelchsauer Ache
- Kieferbach
- Kitzbühler Ache
- Klausbach
- Krems (i)
- Krems (ii)
- Krimmler Ache
- Krottenbach, Vienna

### L–O
- Lafnitz
- Lammer
- Lanser Bach
- Laudach
- Lavant
- Lech
- Leckner Ach
- Ledava
- Leiblach
- Leitha
- Leoganger Ache
- Leutascher Ache
- Lindenbach
- Litz
- Lizumbach
- Lohbach
- Loisach
- Lužnice
- Malše
- Melach
- Melk
- Meng
- Metnitz
- Mieß
- Möll
- Mölsbach
- Morava
- Mühlauer Bach
- Mur
- Mürz
- Myrabach
- Navisbach
- Neualmbach (Neualpbach)
- Northern Taurach
- Oberach
- Obernberger Seebach
- Ötztaler Ache

### P–S
- Pesnica
- Piesting
- Pinka
- Pitten
- Pitze
- Rába
- Rabnitzbach
- Ranna
- Reißbach (Dračice)
- Rhine
- Rißbach
- Ruetz
- Saalach
- Salza
- Salzach
- Samina
- Sanna
- Schlossbach
- Schwarza
- Schwarzlofer
- Schwechat
- Seeache
- Sill
- Sistranser Bach
- Steinbach
- Steyr
- Subersach
- Sulm

### T–Z
- Taugl
- Thaya
- Thaya germană
- Thaya moravă
- Tiroler Achen
- Traisen
- Traun
- Triesting
- Tuffbach
- Viggarbach
- Vils
- Vöckla
- Vomperbach
- Wattenbach
- Weiherburgbach
- Weißach
- Weißache
- Weißbach
- Weißenbach
- Wien
- Windauer Ache
- Wulka
- Ybbs
- Zeller Ache
- Zeller Bach
- Ziller